# Área metropolitana de Great Falls
El Área Estadística Metropolitana de Great Falls, MT MSA, como la denomina oficialmente la Oficina de Administración y Presupuesto, es un Área Estadística Metropolitana que abarca únicamente el condado de Cascade, en el estado estadounidense de Montana. Tiene una población de 81.327 habitantes según el Censo de 2010, convirtiéndola en la 360.º área metropolitana más poblada de los Estados Unidos.

## Principales comunidades del área metropolitana
Ciudad principal o núcleo
- Great Falls